# Electorat de Baviera
L'Electorat de Baviera (alemany: Kurfürstentum Bayern) va ser un electorat independent hereditari del Sacre Imperi Romanogermànic de 1623 a 1806, quan va ser succeït pel Regne de Baviera.
La dinastia Wittelsbach que governava el Ducat de Baviera era la branca menor (més jove) de la família que també governava l'Electorat del Palatinat. El cap de la branca major era un dels set prínceps electors del Sacre Imperi Romanogermànic d'acord amb la Butlla d'or de 1356, però Baviera va ser exclosa de la dignitat electoral. El 1621, l'Elector Palatí Frederic V va ser posat sota ban imperial pel seu paper en la revolta de Bohèmia contra l'emperador Ferran II, i la dignitat electoral i el territori de l'Alt Palatinat van ser conferint al seu cosí lleial, el duc Maximilià I de Baviera. Encara que la Pau de Westfàlia portaria un nou títol electoral al fill de Frederic V, amb excepció d'un breu període durant la Guerra de Successió Espanyola, els descendent de Maximilià continuarien sostenint la dignitat electoral original fins a l'extinció de la seva línia en 1777. En aquest punt, les dues línies van ser unides en unió personal fins a la fi del Sacre Imperi Romanogermànic. El 1805, després de la Pau de Presburg, el llavors elector Maximilià IV Josep, va ser elevat a la dignitat de rei de Baviera, i el Sacre Imperi Romanogermànic va ser abolit a l'any següent.

## Geografia
L'Electorat de Baviera comprenia la major part de les actuals regions de l'Alta Baviera, la Baixa Baviera i l'Alt Palatinat. Abans del 1779 també incloïa l'Innviertel, que avui forma part d'Àustria. Tanmateix, dins d'aquest vast territori hi va haver nombrosos enclavaments i jurisdiccions independents, com ara els principats del Palatinat-Neuburg i del Palatinat-Sulzbach, corresponents a branques de la família Wittelsbach, els bisbats de Passau, de Ratisbona i de Freising o la ciutat imperial lliure de Ratisbona.

## Dignitats
En virtut del seu títol electoral, l'Elector de Baviera era membre del Consell d'Electors a la Dieta Imperial, així com Arximajordom del Sacre Imperi Romanogermànic; també sostenia la dignitat de Vicari Imperial durant les vacants imperials conjuntament amb l'Elector de Saxònia, un deure que va emprendre en 1657-1658, 1740-1742, 1745, 1790, i 1792. En el Consell de Prínceps de la Dieta, anterior a la unió personal de 1777, va tenir veu individual com a Duc de Baviera i (després de 1770) com Landgravi de Leuchtenberg. En el Cercle Imperial era, conjuntament amb l'Arquebisbe de Sazburg, co-Director del Cercle de Baviera, un cercle dominat pels territoris de l'elector. També sostenia territoris en el Cercle de Suàbia. Després de 1777 aquests territoris van ser units als territoris del Palatinat, incloent l'Electorat del Palatinat, els Ducats de Jülich i Berg, el Palatinat-Neuburg, el Palatinat-Sulzbach, el Palatinat-Veldenz i altres territoris.

## Història

### Guerra dels Trenta Anys
Quan va arribar al tron del ducat de Baviera al 1597, Maximilià I es va trobar envoltat de deutes i de desordres, però després de deu anys del seu govern van produir un canvi remarcable. Les finances i el sistema judicial van ser reorganitzats, va ser fundada una classe de servents civils i una milícia nacional, i diversos petits districtes van ser comprats sota l'autoritat del duc. El resultat va ser una unitat i ordre en el ducat que va permetre a Maximilià jugar una important part en la Guerra dels Trenta Anys. En 1609 va fundar a Múnic la Lliga Catòlica en resposta a la Unió Protestant que va crear-se el 1608 en reacció al procés contra Donauwörth. que va derrotar l'exèrcit de Cristià IV de Dinamarca. Durant els primers anys de la guerra va tenir cert d'èxit com per adquirir l'Alt Palatinat i recuperar la dignitat electoral de la qual havia gaudit des de 1356 la branca major (més antiga) de la família Wittelsbach.
Gustau II Adolf de Suècia, una potència en ascens al Bàltic que acabava de derrotar la Confederació de Polònia i Lituània, tenia la mirada posada en Pomerània i era desfavorable que el poder catòlic s'instal·lés al nord d'Alemanya, i pel tractat de Bärwald de 1631 es va comprometre a intervenir a Alemanya a canvi que França pagués 400.000 corones anuals, i també es va concloure un tractat secret entre França i Baviera per garantir mútuament les seves possessions al Rin. Els suecs havien de respectar la fe catòlica i la independència de Baviera. A finals de gener de 1631 va envair Pomerània i Mecklenburg i el 17 de setembre va derrotar els catòlics en la batalla de Breitenfield en què Baviera perdé gran part de l'exèrcit i tota l'artilleria. Gustau Adolf va conquerir gran part del nord i centre d'Alemanya i continuà avançant cap al sud empenyent els imperials i la Lliga Catòlica a Westfàlia, Baviera i Àustria.
El 1632 va ser envaïda pels suecs i fins al 1635 restà ocupada pels suecs, que intentaven un acostament a Viena però no arribaren a assetjar-la. Durant els últims anys de la guerra, Baviera, especialment la part septentrional, va sofrir greument. L'agost de 1644, els exèrcits francesos i bavaresos es van trobar en la batalla de Freiburg en la qual ambdós bàndols van patir nombroses baixes. Convençut que la guerra ja no es podia guanyar, Maximilià I de Baviera va pressionar Ferran perquè acabés amb el conflicte. En no haver aconseguit adquirir els Països Baixos a través de la diplomàcia, Mazzarino va decidir fer-ho per la força i alliberar recursos, i el 14 de març de 1647 amb la tractat d'Ulm signada amb entre França, Suècia, Baviera va renunciar a la seva aliança amb l'Imperi, però quan Maximilià va violar el Tractat uns mesos més tard, els francesos i els suecs van arrasar el territori. Malgrat subsegüents reversos, Maximilià va retenir els seus guanys en la Pau de Westfàlia de 1648. Després de reparar els danys en certa manera, l'elector va morir a Ingolstadt al setembre de 1651, deixant el ducat molt més fort de com ho havia trobat. La recuperació de l'Alt Palatinat va fer a Baviera compacta i l'adquisició del vot electoral la va fer influent, el ducat va poder jugar una part en la política europea que lluites internes havien fet impossible durant els quatre-cents anys passats.

### Absolutisme

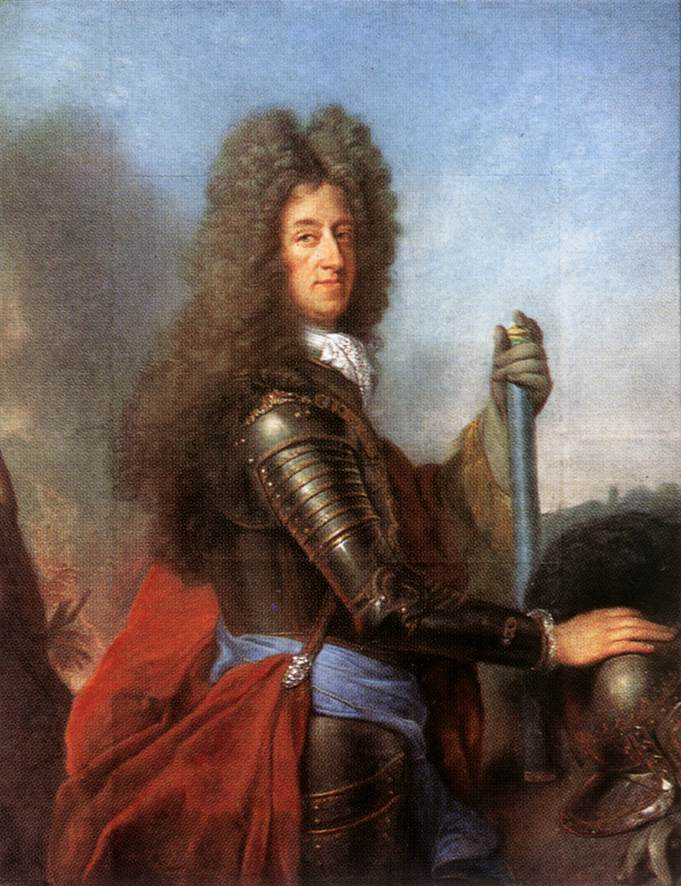
Maximilià II Manuel

Malgrat el llustre de la posició internacional aconseguida per Maximilià I va afegir a la casa ducal, a la pròpia Baviera el seu efecte en els següents dos segles va ser més dubtós. El fill de Maximilià, Ferran Maria (1651-1679), que era menor quan va succeir en el tron, va fer quant va poder per reparar les ferides causades per la Guerra dels Trenta Anys, impulsant l'agricultura i indústria i construint o restaurant nombroses esglésies i monestirs. En 1669, a més, va cridar de nou a una reunió de la dieta, que havia estat suspesa des de 1612.
La seva bona obra, no obstant això, va quedar en gran manera desfeta pel seu fill Maximilià II Manuel (1679-1726), amb la il·limitada ambició del qual el va fer va posar en guerra contra l'Imperi Otomà i, al costat de França, en la gran lluita per la Successió d'Espanya Va compartir la derrota en la batalla de Blenheim, prop de Höchstädt, el 13 d'agost de 1704. Els seus dominis van ser temporalment dividits entre Àustria i l'Elector palatí pel Tractat d'Ilbersheim, i només li van ser retornats, assolats i exhausts, en el Tractat de Baden en 1714. La primera insurrecció camperola bavaresa, coneguda com la Massacre del dia de Nadal de Senling, havia estat aixafada pels ocupants austríacs el 1706.
Ignorant l'experiència de Maximilià II Manuel, el seu fill Carles Albert (1726-1745), va dedicar totes les seves energies a augmentar el prestigi europeu i poder de la seva casa. La mort de l'emperador Carles VI va demostrar ser la seva oportunitat: va discutir la validesa de la Pragmàtica Sanció que assegurava la successió dels Haubsburg a Maria Teresa, aliant-se amb França, va conquistar l'Alta Àustria. Va ser coronat rei de Bohèmia a Praga i, al 1742, emperador a Frankfurt. El preu que va haver de pagar, no obstant això, va ser l'ocupació de la pròpia Baviera per tropes austríaques; i, a pesar que la invasió de Bohèmia el 1744 per Frederic II de Prússia, se li va permetre tornar a Múnic A la seva mort el 20 de gener de 1745 va deixar al seu successor fer quant pogués per a la recuperació dels seus dominis.
Maximilià III Josep (1745-1777), per la pau de Füssen signada el 22 d'abril de 1745, va obtenir la restitució dels seus dominis a canvi d'un reconeixement formal de la Pragmàtica Sanció. Era un home de la Il·lustració, i va impulsar en gran manera l'agricultura, la indústria i l'explotació de la riquesa mineral del país. Va fundar l'Acadèmia de Ciències a Múnic, i va abolir la censura de premsa que portaven els jesuïtes. A la seva mort, sense descendència, el 30 de desembre de 1777, la línia bavaresa dels Wittelsbach va quedar extinta, i la successió va passar a Carles II Teodor, l'elector palatí. Després d'una separació de quatre segles i mig, l'Electorat del Palatinat, al que s'havien afegit els ducats de Jülich i Berg, va ser reunificat amb Baviera.

### Palatinat-Baviera

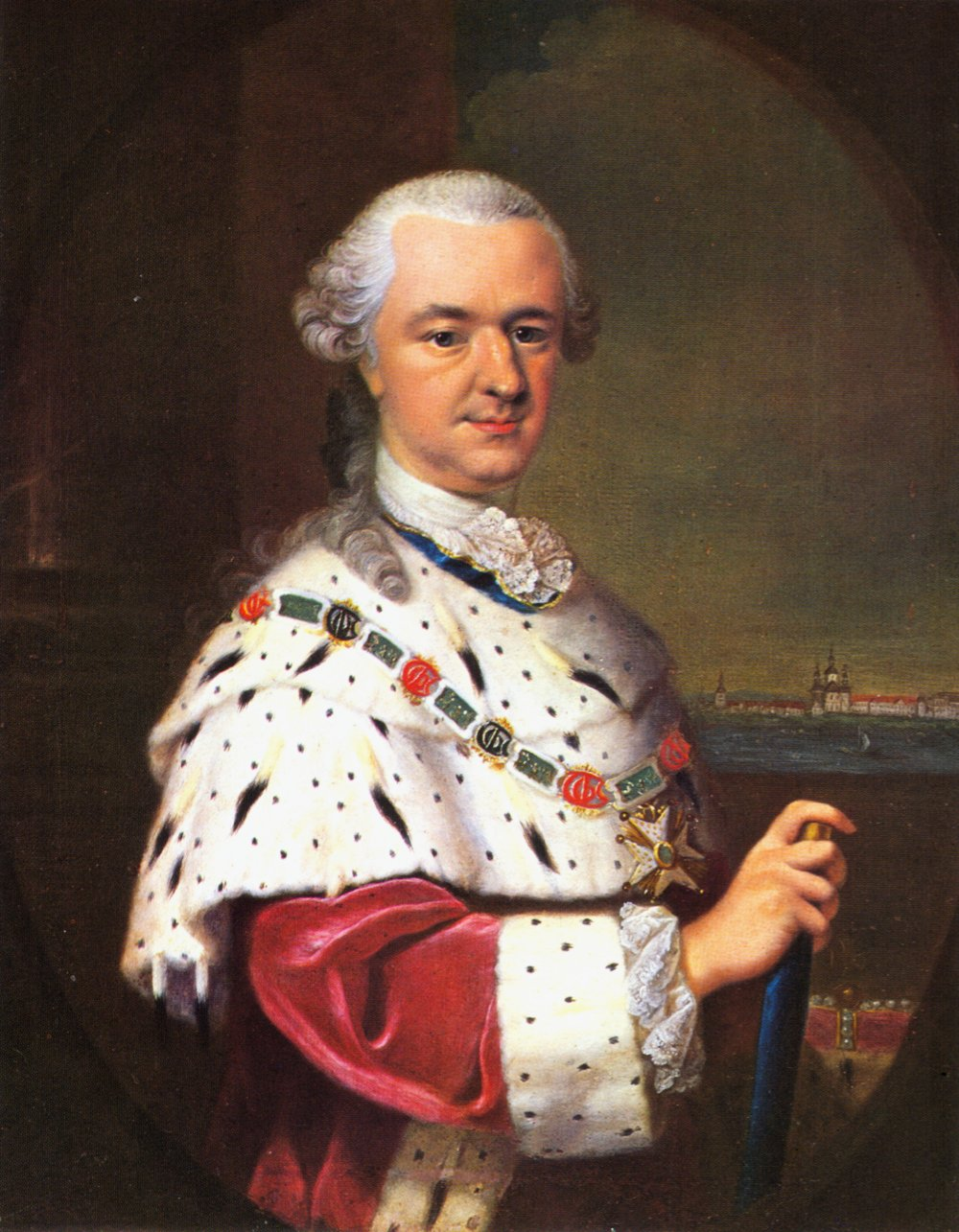
Carles II Teodor

Una afirmació de força tan gran d'un estat veí, l'ambició del qual havia tingut motius per témer tan sols recentment, va demostrar ser intolerable per a Àustria, que la va portar reclamar un nombre de senyorius, formant un terç de tota l'herència bavaresa, com antics feus de les corones de Bohèmia, d'Àustria, i de l'Imperi. Aquests van ser finalment ocupats per tropes austríaques, amb el secret consentiment del mateix Carles Teodor, qui no tenia hereus legítims, i desitjava obtenir de l'emperador l'elevació dels seus fills naturals a l'estatus de prínceps de l'Imperi. Les protestes del següent hereu, Carles II August, Duc de Zweibrücken, recolzat pel rei de Prússia, van portar a la Guerra de Successió bavaresa. Pel pau de Teschen (13 de maig de 1779) el Innviertel va ser cedit a Àustria, i la successió va ser assegurada a Carles.
Per a la pròpia Baviera, Carles Teodor va fer poc menys que res. Es va veure a si mateix com a estranger entre estrangers, i el seu projecte favorit, subjecte d'interminables intrigues amb el gabinet austríac, i causa immediata de la Lliga de Prínceps (Fürstenbund) de 1785 de Frederic II, era l'intercanvi de Baviera pels Països Baixos austríacs i el títol de rei de Borgonya. La política interna il·lustrada del seu predecessor va ser abandonada. Els fons de la suprimida ordre jesuïta, que Maximilià Josep havia destinat per reformar el sistema educatiu del país, van ser utilitzats per dotar una província dels cavallers de Sant Joan de Jerusalem, amb el propòsit de combatre els enemics de la fe. El govern va estar inspirat pel més estret clericalisme, que va culminar en va intentar de retirar els bisbes de Baviera de la jurisdicció dels grans metropolitans alemanys i posar-los sota les jurisdicció directa del papa. Abans de la Revolució, la condició intel·lectual i social de Baviera estava a nivells de l'Edat Mitjana.

### Períodes Revolucionari i Napoleònic

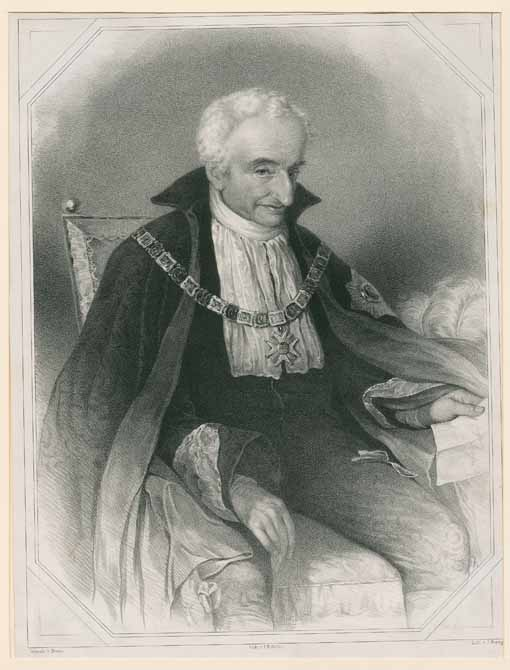
Comte de Montgelas

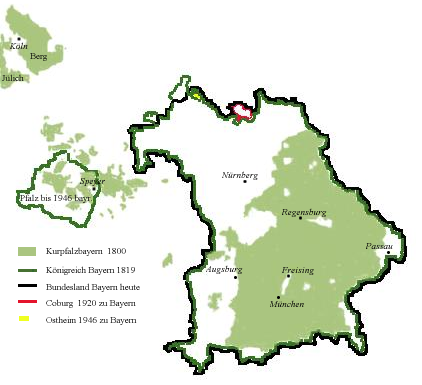
L'Electorat (1778) i el Regne de Baviera (1816).

El 1792 els exèrcits de la França revolucionària van envair el Palatinat; en 1795 els francesos, a les ordres de Moreau, van envair la mateixa Baviera i van avançar fins a Múnic, on van ser rebuts amb goig pels liberals llargament oprimits, i van posar setge a Ingolstadt. Carles Teodor, qui no havia fet gens per prevenir la guerra o resistir la invasió, va fugir a Saxònia, deixant una regència, els membres de la qual van signar una convenció amb Moreau, per la qual aquest garantia un armistici a canvi de fortes contribucions (7 de setembre de 1796).
Entre els francesos i els austríacs, Baviera estava ara en mala situació. Abans de la mort de Carles Teodor (16 de febrer de 1799) els austríacs van ocupar de nou el país, en preparació de reprendre la guerra contra França. Maximilià IV Josep (de Zweibrücken), el nou elector, el va succeir en una herència difícil. Malgrat les seves pròpies simpaties, i les de la seu tot-poderós ministre Maximilian von Montgelas, les finances de l'estat bavarès eren franceses abans que austríaques, i el fet que les tropes bavareses estaven disperses i desorganitzades, el va posar indefens en mans d'Àustria. El 2 de desembre de 1800 l'exèrcit bavarès va estar involucrat en la derrota austríaca de Hohenlinden, i Moreau una vegada més va ocupar Múnic. Pel Tractat de Lunéville (9 de febrer de 1801) Baviera va perdre el Palatinat i els ducats de Zweibrücken i Jülich.
En vista de les ambicions i intrigues amb prou feines disfressades en la cort austríaca, Montgelas va creure ara que els interessos de Baviera romanien en una franca aliança amb la República Francesa. Va tenir èxit a superar les reserves de Maximilià Josep; i el 24 d'agost va ser signat separadament un tractat de pau i una aliança amb França a París. Pel tercer article del mateix el Primer Cònsol es va comprometre al fet que la compensació promesa sota l'article 7º del tratat Lunéville pel territori cedit en el marge esquerre del Rin, hauria de portar-se a terme a costa de l'Imperi de la manera més amistosa per a Baviera.
El 1803, com a conseqüència dels reordenaments territorials consegüents a la supressió de Napoleó dels estats eclesiàstics, i moltes de les ciutats lliures de l'Imperi, Baviera va rebre els bisbats de Wurzburg, Bamberg, Augsburg i Freisingen, part de Passau, els territoris de dotze abadies, i disset ciutats i viles, formant tot un territori compacte que més que compensava la pèrdua de les províncies perifèriques del Rin. Montgelas ara aspirava a elevar a Baviera al rang d'una primera potència, i ho perseguia durant l'època napoleònica amb habilitats consumades, permetent la completa preponderància de França, mentre va durar, però mai permetent que Baviera s'enfonsés, com molts altres Estats de la Confederació del Rin, en una mera dependència francesa.
Durant la guerra de 1805, d'acord amb l'aliança signada a Würzburg el 23 de setembre, tropes bavareses, per primera vegada des dels dies de Carles VII, combatien al costat de França, i pel Tractat de Pressburg, signat el 26 de desembre, el Bisbat d'Eichstädt, el Margraviat de Burgau, el Senyoriu de Vorarlberg, els comtats de Hohenems i Königsegg-Rothenfels, els senyorius d'Argen i Tettnang, i la ciutat de Lindau, amb els seus territoris, van ser afegits a Baviera. D'altra banda, Wurzburg, obtingut el 1803, va haver des cedit per Baviera a l'Elector de Salzburg a canvi del Tirol. Pel primer article del tractat l'emperador reconeixia l'assumpció per l'elector del títol de rei, com Maximilià I. El pagament que Maximilià havia de pagar per aquest ascens de dignitat va ser el matrimoni de la seva filla Augusta amb Eugeni de Beauharnais.

### Fi de l'Electorat de Baviera
L'Elector es va declarar a si mateix rei l'1 de gener de 1806, oficialment canviant l'Electorat de Baviera per ser el Regne de Baviera. El 16 de març de 1806 va cedir el Ducat de Berg a Napoleó. Poc després, va ser formada la Confederació del Rin i Maximilià amb els altres prínceps que s'havien unit a aquest cos, van anunciar la seva secessió del Sacre Imperi Romanogermànic. El rei encara va servir com a Elector fins que Baviera va abandonar l'Imperi l'1 d'agost de 1806.

### Electors
| Nom                 | Imatge              | Títol                      | Inici      | Final      | Casa        |
| ------------------- | ------------------- | -------------------------- | ---------- | ---------- | ----------- |
| Maximilià I         | Maximilià I         | Príncep elector de Baviera | 25/02/1623 | 27/09/1651 | Wittelsbach |
| Ferran Maria        | Ferran Maria        | Príncep elector de Baviera | 27/09/1651 | 26/05/1679 | Wittelsbach |
| Maximilià II Manuel | Maximilià II Manuel | Príncep elector de Baviera | 26/05/1679 | 26/02/1726 | Wittelsbach |
| Carles Albert       | Carles Albert       | Príncep elector de Baviera | 26/02/1726 | 20/01/1745 | Wittelsbach |
| Maximilià III Josep | Maximilià III       | Príncep elector de Baviera | 20/01/1745 | 30/12/1777 | Wittelsbach |
| Carles II Teodor    |                     | Elector del Palatinat      | 30/12/1777 | 16/02/1799 | Wittelsbach |
| Maximilià IV Josep  | Maximilià Josep     | Elector del Palatinat      | 16/02/1799 | 6/08/1806  | Wittelsbach |